# ووادیسواف گرابوفسکی
ووادیسواف گرابوفسکی (لهستانی: Władysław Grabowski؛ تلفظ لهستانی: [vwaˈdɨswaf]؛ ۱ ژوئن ۱۸۸۳ – ۶ ژوئیهٔ ۱۹۶۱) بازیگر اهل لهستان بود.
از فیلم‌ها یا برنامه‌های تلویزیونی که وی در آن نقش داشته‌است، می‌توان به ۳۰ قیراط خوشبختی، غیرقابل‌تصور، بولک و لولک، علف جاروب و پان تفاردوفسکی اشاره کرد.